# Ганьон, Эдуар
Эдуар Ганьон (фр. Édouard Gagnon; род. 15 января 1918, Пор-Даниэль, Канада — 25 августа 2007, Монреаль, Канада) — канадский куриальный кардинал, сульпицианин. Епископ Сен-Поля с 19 февраля 1969 по 3 мая 1972. Титулярный епископ Джустинианы с 7 июля 1983 по 25 мая 1985. Про-председатель Папского Совета по делам семьи с 7 июля 1983 по 27 мая 1985. Председатель Папского Совета по делам семьи с 27 мая 1985 по 8 ноября 1990. Председатель Папского Комитета по международным евхаристическим конгрессам с 3 января 1991 по 23 октября 2001. Кардинал-дьякон с титулярная диакония Санта-Елена-фуори-Порта-Пренестина с 25 мая 1985 по 29 января 1996. Кардинал-священник с титулом церкви Сан-Марчелло с 29 января 1996.

## Награды
- Офицер ордена Канады (27 октября 1993 года)[2]
- Медаль Золотого юбилея королевы Елизаветы II (2002 год)[3].